# Saint-Palais-de-Phiolin
Saint-Palais-de-Phiolin település Franciaországban, Charente-Maritime megyében. Lakosainak száma 214 fő (2022. január 1.). Saint-Palais-de-Phiolin Belluire, Bois, Champagnolles, Mosnac, Saint-Genis-de-Saintonge és Saint-Quantin-de-Rançanne községekkel határos.

## Népesség
A település népessége az elmúlt években az alábbi módon változott:
| Lakosok száma | 264  | 235  | 219  | 241  | 210  | 209  | 208  | 207  | 209  | 214  |
|               | 1968 | 1982 | 1990 | 2006 | 2013 | 2015 | 2017 | 2019 | 2020 | 2022 |